# Die Shadoks
Die Shadoks (franz. Les Shadoks) ist eine französische Zeichentrickserie in drei Staffeln. Eine Neuauflage in abgewandelter Form entstand 2000 unter dem Titel „Le Big Blank“.

## Inhalt
Die vogelähnlichen Kreaturen Shadoks sind auf der Suche nach einer Heimat. Zunächst landen sie auf der Erde, später beschließen sie, ihren eigenen Planeten zu bauen. Die Shadoks sind streng hierarchisch organisiert, doch kommunizieren sie nur sehr eingeschränkt. Die Sprache der Shadoks besteht aus nur vier Silben, die unterschiedlich kombinierbar sind: GA, BU, ZO und MEU. Für ihre Vorhaben stehen ihnen nur Pumpen, Radfahren und sich mit Hämmern und ähnlichen Gegenständen auf den Kopf schlagen zur Verfügung. An ihrer Spitze steht der König Shadoko I., diesem zur Seite der Magier. Als weitere Hauptfiguren tauchen noch ein Admiral mit einer Augenklappe, der Wunderklempner sowie Professor Shadoko auf. Die geschlechtslosen Einzelwesen dienen ausschließlich der Allgemeinheit, Anzeichen von Individualität tauchen nur in Form von Krankheiten auf. Stirbt ein Shadok bei der Bewältigung einer Aufgabe, tritt sofort der nächste an seine Stelle. Eventuelle Überreste werden achtlos zur Seite gekehrt. Die Wissenschaftler der Shadoks sind ständig mit der Verbesserung der Welt beschäftigt, was jedoch niemals zu positiven Auswirkungen für das Einzelwesen führt, vielmehr zu immer weiterer Arbeit an den allgegenwärtigen Pumpen und Pedalerien.
Im Laufe ihrer Abenteuer treffen die Shadoks auf ein allesfressendes Insekt, Gégène, welches die Erde beherrscht und Bäume und ganze Berge verschlingt, so auch die Shadoks. Zum anderen gibt es die Gibis, eine Mischung aus Hund und Amöbe, die ständig grinsen und alle Melonen tragen.

## Veröffentlichung
Die Serie wurde in Frankreich von 1968 bis 1973 produziert und von ORTF ausgestrahlt.
In Deutschland wurden die ersten beiden Staffeln, gesprochen von Manfred Steffen, ab 1969 in der originalen Reihenfolge in der Spätschiene der Regionalprogramme ausgestrahlt. Später wurden die Einzelfolgen zu Folgen von zwölf Minuten Länge zusammengeschnitten und unter anderem im bundesweiten Kinderprogramm Plumpaquatsch gesendet. In den frühen Achtzigern wurde eine Zusammenstellung aus etwa 30 Folgen in die Off-Kinos gebracht. 2007 erschienen unter den Titeln Die Shadoks und die Gibis reisen zur Erde sowie Die Kinder der Shadoks die erste und die dritte Staffel in Deutsch auf DVD.